# Список Героев Советского Союза и Российской Федерации (Новомосковск)
В списке в алфавитном порядке представлены все Герои Советского Союза, Герои Российской Федерации и полные кавалеры ордена Славы, родившиеся, проживавшие продолжительное время или похороненные на территории современного города Новомосковска и Новомосковского района.
 Серым цветом в таблицах выделены Герои, удостоенные звания посмертно. 

## Герои Советского Союза
| № п/п                       | Фото | Фамилия Имя Отчество            | Дата Указа | Род войск    | Должность                    | Звание                    | Годы жизни, примечание | Страница на сайте «Герои Страны» |  |
| --------------------------- | ---- | ------------------------------- | ---------- | ------------ | ---------------------------- | ------------------------- | --- | -------------------------------- |  |
| Великая Отечественная война |      |                                 |            |              |                              |                           | |                                  |  |
| 1                           |      | Алексеев Иван Павлович          | 23.07.1944 | пехота       | командир пулемётного расчёта | сержант                   | 9.08.1923 — 14.12.1984 Жил и работал в Новомосковске после войны.                                                                      | 13707                            |  |
| 2                           |      | Арчаков Николай Иванович        | 29.06.1945 | авиация      | командир полка               | капитан                   | 14 (27) августа 1913 — 7.11.1961 В 1930-х годах работал в Сталиногорске.                                                               | 6703                             |  |
| 3                           |      | Астахов Иван Михайлович         | 01.07.1944 | авиация      | командир эскадрильи          | капитан                   | 15.05.1921 — 03.03.1944 Родом из села Беломестное ныне Новомосковского района.                                                         | 538                              |  |
| 4                           |      | Батяев Василий Сергеевич        | 15.05.1946 | авиация      | командир эскадрильи          | капитан                   | 11.02.1920 — 28.05.1970 В 1930-х годах работал на Сталиногорском химкомбинате.                                                         | 10198                            |  |
| 5                           |      | Вагин Сергей Тимофеевич         | 15.05.1946 | авиация      | старший лётчик полка         | гвардии младший лейтенант | род. 6.10.1923 В 1930-х годах учился и работал в Сталиногорске.                                                                        | 7830                             |  |
| 6                           |      | Голицин Анатолий Васильевич     | 27.06.1945 | авиация      | командир полка               | гвардии майор             | 16 (29) июня 1908 — 13.12.1978 Жил и работал в Новомосковске после войны.                                                              | 9904                             |  |
| 7                           |      | Головин Иван Васильевич         | 27.02.1945 | танкист      | командир роты                | гвардии старший лейтенант | 16.10.1920 — 25.04.1965 Жил и работал в Новомосковске после войны.                                                                     | 13158                            |  |
| 8                           |      | Демидов Александр Александрович | 15.01.1944 | инженер      | сапёр                        | гвардии красноармеец      | 2 (15) января 1915 — 18.02.1988 В 1930-х годах работал на строительстве Бобриковского химкомбината.                                    | 4508                             |  |
| 9                           |      | Загрядский Иван Иванович        | 27.06.1945 | артиллерия   | заместитель командира полка  | гвардии майор             | 27.12.1918 — 18.01.1986 Родом из деревни Урванка (ныне микрорайон города Новомосковск).                                                | 5122                             |  |
| 10                          |      | Карпов Александр Алексеевич     | 02.08.1944 | авиация      | командир эскадрильи          | старший лейтенант         | 25.09.1920 — 01.12.1993 В 1930-х годах работал на Сталиногорском химкомбинате.                                                         | 4013                             |  |
| 11                          |      | Кудрявцев Николай Гаврилович    | 18.08.1945 | авиация      | командир звена               | лейтенант                 | род. 19.11.1922 В 1930-х годах учился в Сталиногорском химическом техникуме.                                                           |                                  |  |
| 12                          |      | Кукунин Сергей Александрович    | 04.06.1944 | пехота       | пулемётчик                   | гвардии красноармеец      | 1898 год — 12.07.1943 В 1930-х годах работал на Сталиногорском химкомбинате.                                                           | 5152                             |  |
| 13                          |      | Курбатов Георгий Дмитриевич     | 05.11.1944 | морской флот | командир отделения           | старшина 2-й статьи       | 07.04.1919 — 19.04.1991 В 1930-х годах работал на Сталиногорском химкомбинате.                                                         | 1344                             |  |
| 14                          |      | Маркин Сергей Степанович        | 05.11.1944 | авиация      | командир звена               | гвардии капитан           | 18.06.1918 — 13.05.1977 В 1930-х годах работал в Сталиногорске.                                                                        | 9761                             |  |
| 15                          |      | Полукаров Николай Тихонович     | 10.04.1945 | авиация      | командир звена               | гвардии лейтенант         | 25.09.1921 — 22.05.1996 В 1930-х годах учился и работал в Сталиногорске.                                                               | 4120                             |  |
| 16                          |      | Присягин Николай Алексеевич     | 27.06.1945 | танкист      | командир роты                | лейтенант                 | 28.12.1918 — 06.12.1979 В 1930-х годах работал на Сталиногорском химкомбинате, впоследствии после войны жил и работал в Новомосковске. |                                  |  |
| 17                          |      | Романов Егор Дмитриевич         | 31.05.1945 | пехота       | командир пулемётного расчёта | старший сержант           | 22 ноября (5 декабря) 1905 — 19.03.1986                                                                                                |                                  |  |
| 18                          |      | Сапелкин Иван Фёдорович         | 10.01.1944 | комиссар     | комсорг батальона            | старший лейтенант         | 04.12.1921 — 02.1993 После войны жил и работал в Новомосковске.                                                                        | 14196                            |  |
| 19                          |      | Себрова Ирина Фёдоровна         | 23.02.1945 | авиация      | командир звена               | гвардии старший лейтенант | 12 (25) декабря 1914 — 05.04.2000 Родом из села Тетяковка ныне Новомосковского района.                                                 | 1662                             |  |
| 20                          |      | Сидоров Дмитрий Степанович      | 23.09.1944 | артиллерия   | наводчик орудия              | красноармеец              | 1925 год — 29.01.1944 В 1930-х годах учился и работал в Сталиногорске.                                                                 |                                  |  |
| 21                          |      | Стрижков Матвей Петрович        | 10.01.1944 | танкист      | механик-водитель танка       | гвардии младший сержант   | 22 июля (4 августа) 1914 — 05.05.1989 После войны жил в Новомосковске.                                                                 | 3764                             |  |
| 22                          |      | Трещёв Константин Михайлович    | 02.08.1944 | авиация      | инструктор-лётчик            | капитан                   | род. 31.03.1922 | 8438                             |  |
| 23                          |      | Фалин Василий Константинович    | 15.05.1946 | авиация      | штурман                      | капитан                   | 25.04.1919 — 06.07.1958 |                                  |  |
| 24                          |      | Федотов Семён Васильевич        | 24.03.1945 | пехота       | командир полка               | майор                     | 20 января (2 февраля) 1913 — 09.07.1980 В 1930-х годах работал на Сталиногорском химкомбинате.                                         | 10400                            |  |
| 25                          |      | Фролов Михаил Иванович          | 01.11.1943 | пехота       | командир отделения           | старший сержант           | 31 октября (13 ноября) 1911 — 20.10.1943 В 1930-х годах работал на Сталиногорском химкомбинате.                                        |                                  |  |
| 26                          |      | Шаров Дмитрий Михайлович        | 05.11.1944 | авиация      | начальник штаба              | майор                     | 01.11.1918 — 15.04.1952 В 1930-х годах учился в Сталиногорске.                                                                         | 11958                            |  |

## Герои России
| № п/п                       | Фото | Фамилия Имя Отчество   | Дата Указа | Род войск | Должность           | Звание                       | Годы жизни                                                                                     | Страница на сайте «Герои Страны» |
| --------------------------- | ---- | ---------------------- | ---------- | --------- | ------------------- | ---------------------------- | ---------------------------------------------------------------------------------------------- | -------------------------------- |
| Великая Отечественная война |      |                        |            |           |                     |                              |                                                                                                |                                  |
| 1                           |      | Карасёв Борис Иванович | 22.09.1997 | авиация   | командир эскадрильи | гвардии полковник в отставке | род. 28.06.1919 Уроженец деревни Рига-Васильевка (ныне входит в городской округ Новомосковск). | 5219                             |

## Полные кавалерыордена Славы
| № п/п | Фото | Фамилия Имя Отчество          | Род войск  | Дата Указа и номер ордена | Дата Указа и номер ордена | Дата Указа и номер ордена | Годы жизни, примечание                                                                                                   | Страница на сайте «Герои Страны» |
| № п/п | Фото | Фамилия Имя Отчество          | Род войск  | 3 степень                 | 2 степень                 | 1 степень                 | Годы жизни, примечание                                                                                                   | Страница на сайте «Герои Страны» |
| ----- | ---- | ----------------------------- | ---------- | ------------------------- | ------------------------- | ------------------------- | --- | -------------------------------- |
| 1     |      | Акиньшин Александр Васильевич | артиллерия | 12.02.1944 № 54945        | 27.04.1945 № 21242        | 15.05.1946 № 1860         | 29.08.1921 — 27.01.2007 Уроженец села Новики ныне Новомосковского района.                                                | 8523                             |
| 2     |      | Бажанов Михаил Дмитриевич     | артиллерия | 10.02.1944                | 01.12.1944                | 04.07.1945                | род. 1920 Уроженец села Тятяковка ныне Новомосковского района.                                                           |                                  |
| 3     |      | Комов Фёдор Александрович     | артиллерия | 03.02.1944                | 16.08.1944                | 29.06.1945                | 9.12.1923 — 13.11.2001 После войны жил и работал в Новомосковске.                                                        |                                  |
| 4     |      | Сабанин Михаил Григорьевич    | артиллерия | 14.09.1944                | 23.11.1944                | 29.06.1945                | 23.04.1923—31.05.1952 Родом из деревни Урванка, до и после войны жил и работал в Сталиногорске.                          |                                  |
| 5     |      | Федонов Аркадий Тихонович     | артиллерия | 19.05.1944 № 56164        | 24.02.1945 № 11690        | 31.05.1945 № 849          | 03.10.1925—17.1.1996 После войны жил и работал в Новомосковске.                                                          |                                  |
| 6     |      | Фёдоров Василий Устинович     | пехота     | 23.01.1944 № 38143        | 08.03.1944 № 336          | 24.03.1945 № 1595         | 1924—1960 Уроженец деревни Ново-Воскресенское ныне Тёпло-Огарёвского района, после войны жил и работал в родной деревне. |                                  |

### Сноски
1. ↑  Список составлен и выверен на основании книжных изданий, представленных в разделе Литература, данных сайта Герои Страны Архивная копия от 5 февраля 2011 на Wayback Machine и наградных листов.
2. ↑  Если в источниках явно сделан вывод о принадлежности к списку на основании этого критерия.
3. 1 2 3 4  Не найдено источников о точной дате рождения.
4. 1 2  Не найдено источников о точной дате смерти.
5. ↑  В разных источниках указаны разные данные.